# Alma Moreno
Alma "Ness" Moreno, seudónimo de Vanessa Lacsamana Moreno (nacida el 25 de mayo de 1959 en Cervantes, Ilocos Sur), es una actriz y política filipina. Inicialmente se hizo conocida por su participación en películas muy populares y con gran éxito de taquilla en su país, y posteriormente por sus participaciones televisivas. 

## Biografía
Sus padres son Frank Lacsamana, natural de Pampanga y Jean Moreno.
Su primera participación en el cine fue representando el papel de una dama en Urduja, con Amalia Fuentes. En 1976 realizó su primer papel protagonista, en la segunda parte de Ligaw na Bulaklak (Flor perdida), con Vic Silayan y dirigido por Ishmael Bernal. Esta producción supuso su despegué al estrellato.
Durante las décadas de los 70 y los 80 protagonizó otras exitosas películas filipinas, lo que la hizo recibir el apodo de Diosa sexual filipina del cine de esa época.

## Problemas legales
El 24 de septiembre de 2008, la oficina del fiscal de Parañaque encontró una causa probable por la violación de la ley 22 de la Batas Pambansa en contra de Moreno. La denuncia Maya Media Arts anuncios de rendimiento (Maya) Inc. acusó a Moreno por la expedición de 390.000 P caucho y giros de cheques sin fondos para materiales de campaña. Moreno negó los cargos y su fianza fue fijada en P30, 000. 

## Filmografía
- Eva Fonda  Mellete TV Guest ABS-CBN
- Inday sa Balitaw (2006) TV Episode Monina
- "Anghel na walang langit, Mga" (2005) TV Series Debra
- Pelukang itim: Agimat ko ito for victory again (2005)
- Kapalit (2004)
- "Daboy en da girl" (2002) TV Series
- "Habang kapiling ka" (2002) TV Series .... Salve
- "Sa dulo ng walang hanggan" (2001)
- Hey Babe (1999)
- Sonny Segovia: Lumakad ka sa apoy (1998)
- Hari ng yabang (1997)
- Gwapings Dos (1993) Celina
- Guwapings: The First Adventure (1992)
- Aswang (1992)
- Mahal... saan ka natulog kagabi? (1992)
- Magdalena S. Palacol Story (1991)
- Lover's Delight (1990)
- Kahit singko ay di ko babayaran ang buhay mo (1990)
- Urbanito Dizon (1990)
- Twist: Ako si ikaw, ikaw si ako (1990)
- Flavor of the Month (1990)
- Target... Police General: Major General Alfredo Lim Story (1990)
- Abandonada (1989) Celine aka The Abandoned
- Rape of Virginia P. (1989) aka Virginia P.
- Beloy Montemayor (1986)
- The Crazy Professor (1985) .... Kristie
- Secrets of Pura K
- Riot 1950 (1985)
- I Confess(1985)
- Hello Lover, Goodbye Friend (1985)
- Kay dali ng kahapon, ang bagal ng bukas (1985)
- Diary of Christina Gaston (1984)
- Nang maghalo ang balat sa tinalupan (1984)
- Good Morning, Professor (1982)
- Sisang tabak (1981)
- Carnival Queen (1981)
- Nympha (1980) .... Nympha
- The Valderrama Case (1980)
- Bedspacer (1980)
- City After Dark (1980)
- Malakas, si Maganda, at si mahinhin, Si (1980)Candy
- Waikiki: Sa lupa ng ating mga pangarap (1980)
- Palaban (1980)
- Bomba Star (1980)
- Kasal-kasalan, bahay-bahayan (1979)
- Isang milyong at isang kasalanan (1979)
- Mabango ba ang bawat bulaklak (1979)
- Magkaribal (1979)
- Mga Sariwang Bulaklak (1978)
- Dyesebel (1978)
- Gisingin Mo Ang Umaga, Neneng (1977)(introducing Emmanuel San Luis and Rissa Garcia)
- Masikip...Maluwang...Paraisong Parisukat (1977)
- Mrs. Eva Fonda, 16 (1976)
- Lumakad kang hubad
- Kambal Tuko (1975)
- Ligaw na Bulaklak (1975)
- Urduja (1974)

## Aspectos en televisión
- ALINDOG - antología drama semanal Alma Moreno (1975-1980)

Episodios:
- " Dalawa ang Landas Ng Puso "(El corazón tiene dos caminos)

con Ernie García Mendoza & Ruffy
- " Amor Team "

con Rosemarie Sonora, Bert Jr. y Leroy Roel Vergel de Dios
- " Anghel na Basag "(rotoAngel)

con Ronald Corveau, Bert Leroy Jr., y Benavidez Charmie
- " Kailan magiging Papel ang ?" ABO (Cuando las cenizas se vuelve en el papel?)

Con Susan Valdez y José de Villafranca
- " Paraan de mayo tadhana ang "(El destino tiene su propia manera)

con Marco Sison
- " Sa Pagitan ng dilim en Liwanag "(Entre la Oscuridad y Luz)

con Rudy Fernández